# Ivar Karl Ugi
Ivar Karl Ugi (Kuressaare, 9 september 1930 – München, 29 september 2005) was een Duitse chemicus van Estische komaf. Ugi leverde belangrijke bijdragen aan de organische chemie en in het bijzonder aan reacties met meerdere reactieve componenten. Dergelijke reacties worden nu naar hem de Ugi-reactie genoemd.

## Levensloop
Ugi groeide op op het Estische eiland Saaremaa en ging tijdens de oorlog in 1941 naar Duitsland. Hier begon hij in 1949 met zijn studie chemie aan de universiteit van Tübingen. In 1954 behaalde hij een doctoraat aan de Ludwig Maximilians-Universiteit in München, waar hij eveneens een habilitatie behaalde in 1959. Na zijn promotie was hij werkzaam bij Bayer in Leverkusen van 1962 tot 1968. Hij vervolgde zijn loopbaan echter aan de universiteit en was van 1968 tot 1971 werkzaam aan de University of Southern California. In 1971 nam hij de leerstoel voor organische chemie aan de Technische Universiteit München over van Friedrich Weygand, en behield die tot 1999.

## Onderzoek
Met meer dan 400 publicaties was Ugi een productieve wetenschapper. Hierbij lag het zwaartepunt op de zogenaamde multicomponentreacties. Bij de naar hem vernoemde Ugi-reactie, worden in een reactie een keton of aldehyde, een amine, een isocyanide en een carbonzuur vermengd, waarna een bis-amide ontstaat, wat een goed te gebruiken bouwblok is voor veel moleculen (onder andere peptiden). Dergelijke reacties met meerdere reactieve componenten worden nu veelal aangeduid onder de algemene noemer Ugi-chemie.
Andere onderzoeksgebieden waar Ugi aan gewerkt heeft zijn arylpentazolen, de aanleg van chemische bibliotheken (grote verzamelingen verbindingen die via combinatoriële chemie zijn bereid), chirale ferrocenen, organische fosforverbindingen, esters van fluorcarbonzuren, mathematische theorieën voor stereochemie en chemie in het algemeen. Samen met de wiskundige James Dugundji ontwierp Ugi aan de University of Southern California een wiskundige theorie waarmee chemische reacties konden bestudeerd worden in computerprogramma's.